# Chlorophorus probsti
Chlorophorus probsti là một loài bọ cánh cứng trong họ Cerambycidae.